# Aleksander Jastkowski
Aleksander Jastkowski herbu Rawicz – sędzia ziemski przemyski w latach 1683–1688, podsędek przemyski w latach 1671–1682, miecznik przemyski w latach 1667–1671, sekretarz królewski w 1661 roku, pisarz grodzki przemyski w latach 1662–1667, sędzia kapturowy ziemi przemyskiej w 1668 roku.
Był marszałkiem sejmików województwa ruskiego w: 1658, 1667, 1672, 1687, 1688 roku. Był elektorem Michała Korybuta Wiśniowieckiego z ziemi przemyskiej w 1669 roku, jako deputat podpisał jego pacta conventa. W 1674 roku był elektorem Jana III Sobieskiego z województwa ruskiego. Poseł sejmiku wiszeńskiego na sejm 1683 roku.